# هنري ريد (مجرم)
هنري ريد (بالإنجليزية: Henry Reid)‏ هو المدير السابق لبرنامج التبرع بالجسد في جامعة كاليفورنيا بلوس أنجلوس. كان قد وافق على صفقة إقرارٍ بالذنب في أكتوبر 2008 لاعترافه بدوره مع سمسار أعضاء بالاستفادة من تأجير المواد التشريحيَّة المتبرع بها لمصالح بحثيَّة خارجيَّة في عام 2004. أقر هنري بالتهمة عام 2008 مقابل حكم بالسجن لمدة أربع سنوات وأربعة أشهر بتهمة الاستفادة بشكلٍ غير قانوني من تأجير أعضاء بشريَّة تُبرع بها لبرنامج التبرع بالجسد بجامعة كاليفورنيا في لوس أنجلوس. أمر قاضي المحكمة العليا في لوس أنجلوس [الإنجليزية] كيرتس راب ريد بدفع 500,000 دولار تعويضًا لكلية الطب بجامعة ديفيد غيفين.